# Metacnephia bilineata
Metacnephia bilineata är en tvåvingeart som först beskrevs av Rubtsov 1940.  Metacnephia bilineata ingår i släktet Metacnephia och familjen knott. Inga underarter finns listade i Catalogue of Life.